# Southern Upland Way

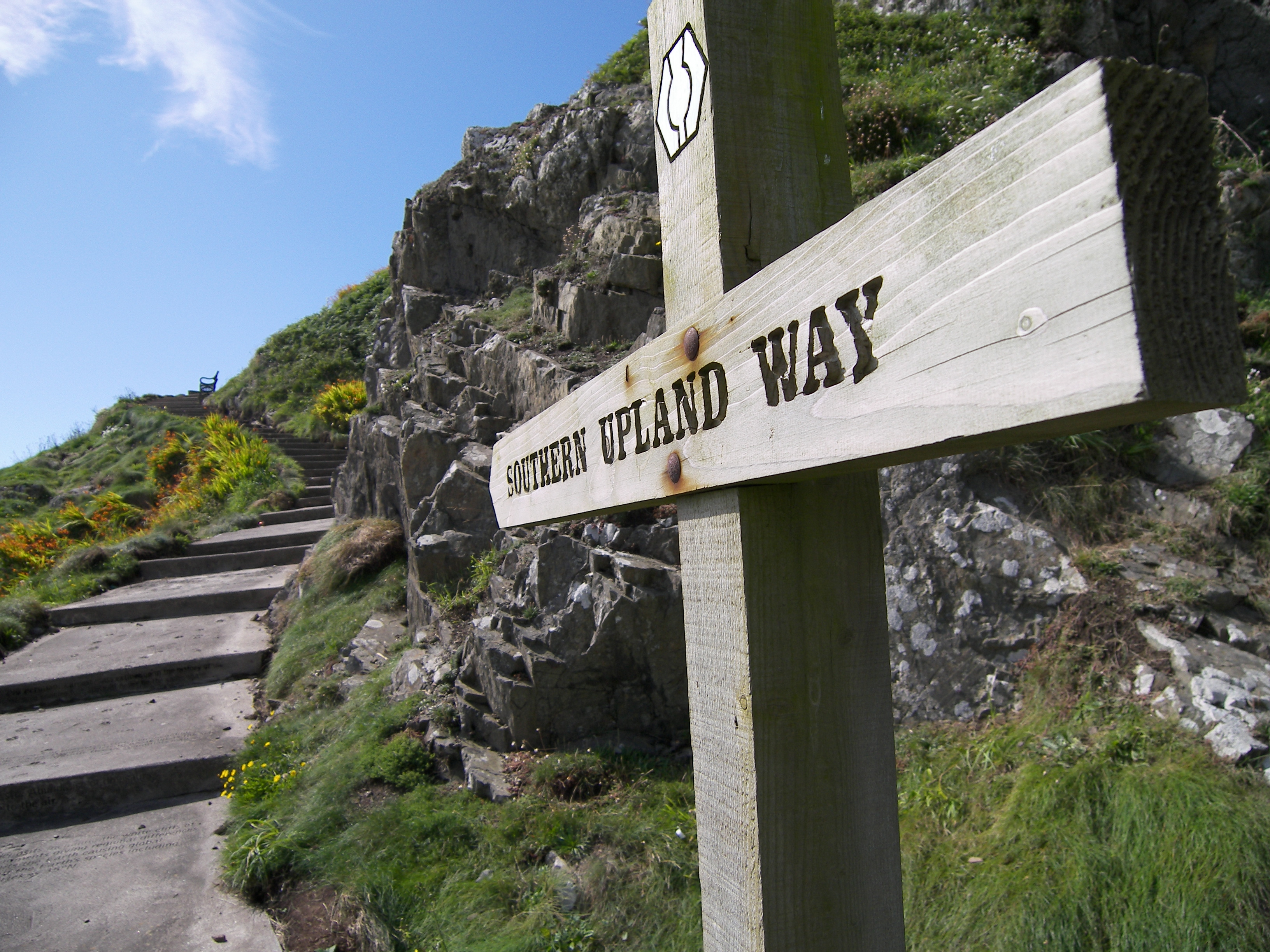

De Southern Upland Way is een langeafstandswandelpad (Great Trail) in Schotland. Het pad uit 1984 is 344 kilometer lang en loopt van Portpatrick tot Cockburnspath.